# Key (estúdio)
Key é um estúdio de visual novel japonês que se formou em 21 de julho de 1998 com o nome da marca sob a editora VisualArt's e está localizado em Kita, Osaka, Japão. Key lançou sua primeira visual novel Kanon em junho de 1999, que combinava um enredo elaborado, com um estilo de desenho animado. O segundo jogo da Key, Air, lançado em setembro de 2000, teve um enredo similar, se não mais complexo do que o anterior, e uma jogabilidade mais completa. Ambos (Kanon e Air) foram originalmente produzidos como jogos para adultos, mas a Key quebrou essa tendência com seu terceiro título, Clannad, que foi lançado em abril de 2004 para todas as idades. O estúdio Key trabalhou antes para os estúdios Interchannel e Prototype para os lançamentos dos jogos da marca. A Key também colaborou com a P. A. Works e a Aniplex para produzir os animes Angel Beats! (2010) e Charlotte (2015). O nono jogo do estúdio, chamado Rewrite, foi lançado em junho de 2011 e um disco para fãs do jogo intitulado Rewrite Harvest festa! foi lançado em julho de 2012.